# Escualosa elongata
Escualosa elongata és una espècie de peix pertanyent a la família dels clupeids.

## Descripció
- Pot arribar a fer 6,7 cm de llargària màxima.
- 13-21 radis tous a l'aleta dorsal i 14-18 a l'anal.[4][5]

## Hàbitat
És un peix marí, pelàgic-nerític i de clima tropical (15°N-8°N, 98°E-106°E) que viu entre 0-50 m de fondària.

## Distribució geogràfica
Es troba a la costa oriental del golf de Tailàndia.

## Observacions
És inofensiu per als humans.